# Vall de Cagayan

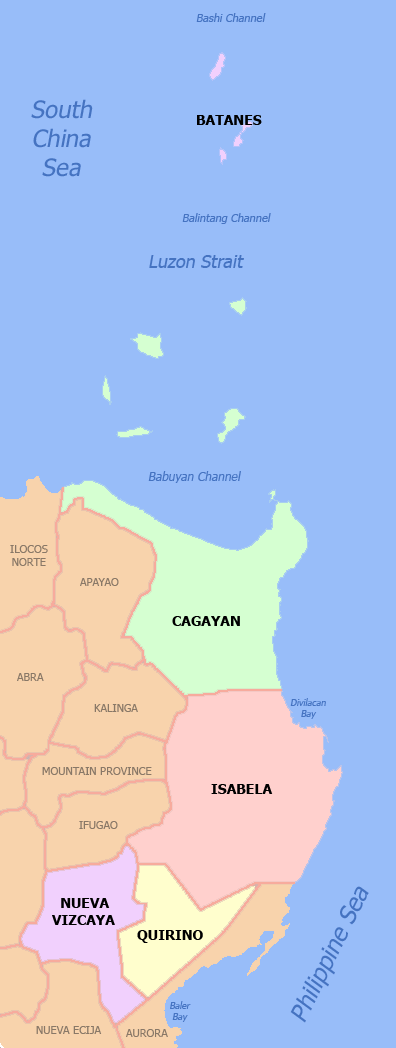
Mapa polític de la Vall de Cagayan.

La Vall de Cagayan (en filipí Lambak ng Cagayan, en ibanag Tana' nak Cagayan, en ilocà Tanap ti Cagayan, en anglès Cagayan Valley) és una regió de les Filipines, designada com a Regió II. La major part de la regió s'estén per una gran vall al nord-est de l'illa de Luzon, entre les Serralades i la Sierra Madre. El riu Cagayan, el més llarg del país, travessa la regió i desemboca al nord, a l'estret de Luzon, a la població d'Aparri. Els arxipèlags de Batanes i Babuyan, que es troben a l'estret de Luzon, també pertanyen a la regió. Consta de cinc províncies: Batanes, Cagayan, Isabela, Nueva Vizcaya i Quirino, a més de la ciutat independent de Santiago. La ciutat de Tuguegarao és la capital regional.
La superfície de la regió és de 31.158 km². Segons el cens de 2007, té una població de 3.051.487 habitants, cosa que significa la quarta menys poblada de les 17 regions del país.

## Províncies i ciutats independents
La regió de la Vall de Cagayan està composta per 5 províncies i una ciutat independent:
| Província/Ciutat       | Capital     | Població (2007) | Àrea (km²) | Densitat de població (per km²) |
| ---------------------- | ----------- | --------------- | ---------- | ------------------------------ |
| Prov. de Batanes       | Basco       | 15.974          | 219,0      | 72,9                           |
| Prov. de Cagayan       | Tuguegarao  | 1.072.571       | 9.295,8    | 115,4                          |
| Prov. d'Isabela        | Ilagan      | 1.275.251       | 12.556,8   | 101,6                          |
| Prov. de Nueva Vizcaya | Bayombong   | 397.837         | 4.378,8    | 90,9                           |
| Prov. de Quirino       | Cabarroguis | 163.610         | 3.486,2    | 46,9                           |
|                        |             |                 |            |                                |
| Ciutat de Santiago     | —           | 126.244         | 1.222,0    | 103,3                          |
|                        |             |                 |            |                                |
| Vall de Cagayan        | Tuguegarao  | 3.051.487       | 31.158,5   | 97,9                           |

Tot i que Santiago és sovint agrupada dins de la província d'Isabela amb finalitats estadístiques per l'Oficina Nacional d'Estadística, com a ciutat autònoma és administrativament independent de la província.